# 板倉勝行
板倉 勝行（いたくら かつゆき）は、江戸時代中期の大名。陸奥国福島藩6代藩主。官位は従五位下・備中守。重昌流板倉家第9代。

## 略歴
備中国松山藩主・板倉勝澄の四男として誕生した。明和3年（1766年）、先代藩主・板倉勝任の養子となり家督を相続した。

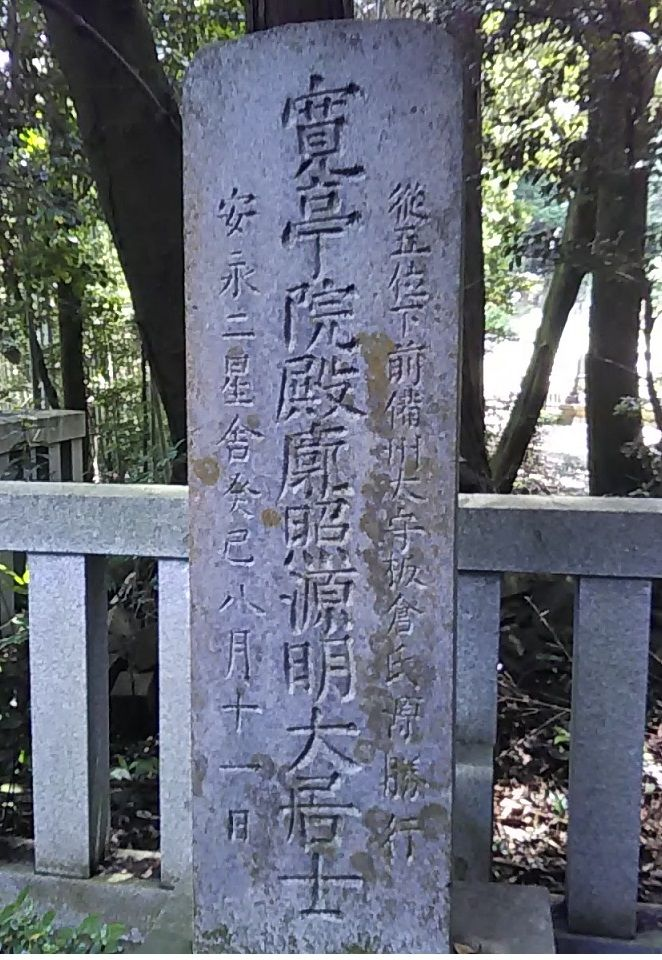
板倉勝行の墓(西尾市長圓寺)

倹約を奨励し、大坂加番も務めたが、安永2年（1773年）に死去した。正室、子はなし。
一族で上野国安中藩主・板倉勝清の五男・勝矩が養子となり、跡を継いだ。

## 系譜
父母
- 板倉勝澄（実父）
- 板倉勝任（養父）

養子
- 板倉勝矩 - 板倉勝清の五男